# Сафоновское сельское поселение (Архангельская область)
Сафо́новское се́льское поселе́ние или муниципальное образование «Сафоновское» — упразднённое муниципальное образование со статусом сельского поселения в Мезенском муниципальном районе Архангельской области. 
Соответствует административно-территориальной единице в Мезенском районе — Ёлкинскому сельсовету (с центром в деревне Сафоново).
Административный центр — деревня Сафоново.

## География
Сафоновское сельское поселение находилось на востоке Мезенского муниципального района, на обоих берегах Пёзы. В северо-восточной части поселения находилось верхнее течение реки Пёша.

## Полезные ископаемые
Территория Сафоновского поселения относится к Сафоновско-Пёшской ПНГО (перспективно нефте-газовой области).

## История
Муниципальное образование было образовано в 2006 году.
1 июня 2016 года (Законом Архангельской области от 26 октября 2015 года № 346-20-ОЗ), Мосеевское и Сафоновское сельские поселения были упразднены, а их населённые пункты влились в Быченское сельское поселение с административным центром в деревне Бычье.

## Население
| 2010 | 2011 | 2012 | 2013 | 2014 | 2015 | 2016 |
| ---- | ---- | ---- | ---- | ---- | ---- | ---- |
| 132  | →132 | ↘117 | ↘103 | ↘94  | ↘88  | ↘81  |

## Состав
В состав Сафоновского сельского поселения входили:
- Елкино
- Сафоново

### Карты
- [mapq38.narod.ru/map1/index083.html Топографическая карта Q-38-83,84_ Сафоново]